# Штансштад
Штансштад (нем. Stansstad) — коммуна в Швейцарии, в кантоне Нидвальден. 
Население составляет 4500 человек (на 31 декабря 2006 года). Официальный код  —  1510.